# Deposizione di Cristo (Luca Giordano)
La Deposizione di Cristo di Luca Giordano è un dipinto olio su tela (310×210 cm) databile al 1671 e conservato presso il Pio Monte della Misericordia di Napoli. 
Pietro Giannone definì la tela come la migliore opera del Giordano.

## Storia e descrizione
La tela è conservata tutt'oggi presso lo stesso istituto per il quale fu eseguita, il Pio Monte della Misericordia. Inoltre essa costituisce una delle sette opere conservate negli altrettanti sette altari minori circostanti quello maggiore posto al centro della chiesa che, a sua volta, conserva le Sette opere di Misericordia del Caravaggio. Il dipinto del Giordano, una volta terminato, ha sostituito nell'esposizione un altro a medesimo soggetto: la Sepoltura di Cristo (1608) di Giovanni Baglione. Oggi quest'ultima opera è esposta nella quadreria, al primo piano dello stesso istituto.
La tela rappresenta il seppellimento del Cristo e nella sua esecuzione è fortemente presente l'influenza che il Ribera ebbe nella formazione artistica del Giordano. La gamma cromatica dorata, sciolta nei contorni e i rischiarati effetti sfumati fanno del dipinto un capolavoro della produzione centrale del prolifico pittore. 
Documenti conservati presso il Pio Monte della Misericordia testimoniano che l'esecuzione della tela fu pagata 200 ducati.
Infine, è visibile la firma e la data del pittore napoletano sul gradino in basso, Jordanus F. 1671.
Nel 2020 è stata sottoposta a un ulteriore restauro che le ha restituito la brillantezza cromatica e soprattutto la piena leggibilità di ogni dettaglio figurativo.